# Churchill Brothers Sports Club
Maillots
Dernière mise à jour : 26 août 2011.
Le Churchill Brothers Sports Club (en konkani et en hindi : चर्चिल ब्रदर्स स्पोर्ट्स क्लब), plus couramment abrégé en Churchill Brothers, est un club indien de football fondé en 1988 et basé dans la ville de Margao, dans l'État de Goa.

## Palmarès
| \| - Championnat d'Inde (I-League) (3) : - Champion : 2008-09, 2012-13 et 2024-25. - Vice-champion : 1996-97, 1999-00, 2001-02, 2007-08 et 2009-10. - Durand Cup (en) (2) : - Vainqueur : 2007 et 2009. \| \| - IFA Shield (2) : - Vainqueur : 2009 et 2011. - Goa Professional League (4) : - Champion : 1999, 2000, 2001 et 2008. \| |  | |
| - Championnat d'Inde (I-League) (3) : - Champion : 2008-09, 2012-13 et 2024-25. - Vice-champion : 1996-97, 1999-00, 2001-02, 2007-08 et 2009-10. - Durand Cup (en) (2) : - Vainqueur : 2007 et 2009. |  | - IFA Shield (2) : - Vainqueur : 2009 et 2011. - Goa Professional League (4) : - Champion : 1999, 2000, 2001 et 2008. |

## Personnalités du club

### Présidents du club
- Subhash Bhowmick
- Joaquim Alemao

### Entraîneurs du club
- Petre Gigiu
- Fernando Santiago Varela